# Zethus luederwaldti
Zethus luederwaldti är en stekelart som först beskrevs av Ihering 1911.  Zethus luederwaldti ingår i släktet Zethus och familjen Eumenidae. Inga underarter finns listade i Catalogue of Life.